# John Weston
Maximilian John Ludwick Weston (ur. 1872, zm. 1950) – brytyjski inżynier budownictwa lądowego z Brandfort i pilot wojskowy.
W latach 1907–1908 roku zbudował dla siebie samolot, który jednak nigdy nie poleciał. 4 lata później ustanowił rekord lotu w południowej Afryce na pokładzie dwupłatowca Weston-Farman. Jest jednym z głównych założycieli Towarzystwa Lotniczego Południowej Afryki (ang. Aeronautical Society of South Africa).